# Borislav Cvetković
Borislav Cvetković (* 30. September 1962 in Karlovac) ist ein ehemaliger jugoslawischer Fußballspieler. Sein älterer Bruder Zvjezdan Cvetković war ebenfalls Fußballprofi.

## Karriere
Cvetković begann seine Karriere bei Dinamo Zagreb 1980. Er gewann in Zagreb jeweils ein Mal die jugoslawische Meisterschaft und den jugoslawischen Pokal. In seiner Zeit bei Dinamo fiel die Einberufung für die jugoslawische Auswahl zur Fußball-Europameisterschaft 1984 in Frankreich, wo Cvetković zweimal eingesetzt wurde. Jugoslawien schied in der Gruppenphase aus. Im gleichen Jahr konnte er mit der jugoslawischen Fußballauswahl bei den Olympischen Spielen 1984 in Los Angeles die Bronzemedaille erringen. 1986 wechselte in die damalige Hauptstadt Jugoslawiens Belgrad zu FK Roter Stern Belgrad. Er konnte mit Roter Stern seinen zweiten Meistertitel feiern. Weiters wurde er in der Europapokal der Landesmeistersaison 1986/1987 Torschützenkönig. 1988 ging es zum ersten Mal ins Ausland zu Ascoli Calcio nach Italien. Er blieb in Ascoli bis 1991, wobei er mit Calcio 1990 aus der Serie A abstieg. Danach spielte er noch bei zwei Vereinen in der Serie E in Italien (Maceratese, ASD Caserta), ehe er noch eine Saison in der höchsten jugoslawischen Liga bei FK Borac Čačak anhing. Er beendete seine Karriere 1995.

## Erfolge
- zweimal jugoslawischer Meister 1982, 1988
- einmal jugoslawischer Pokalsieger 1983
- Bronzemedaille Olympia 1984